# Karl Terheyden

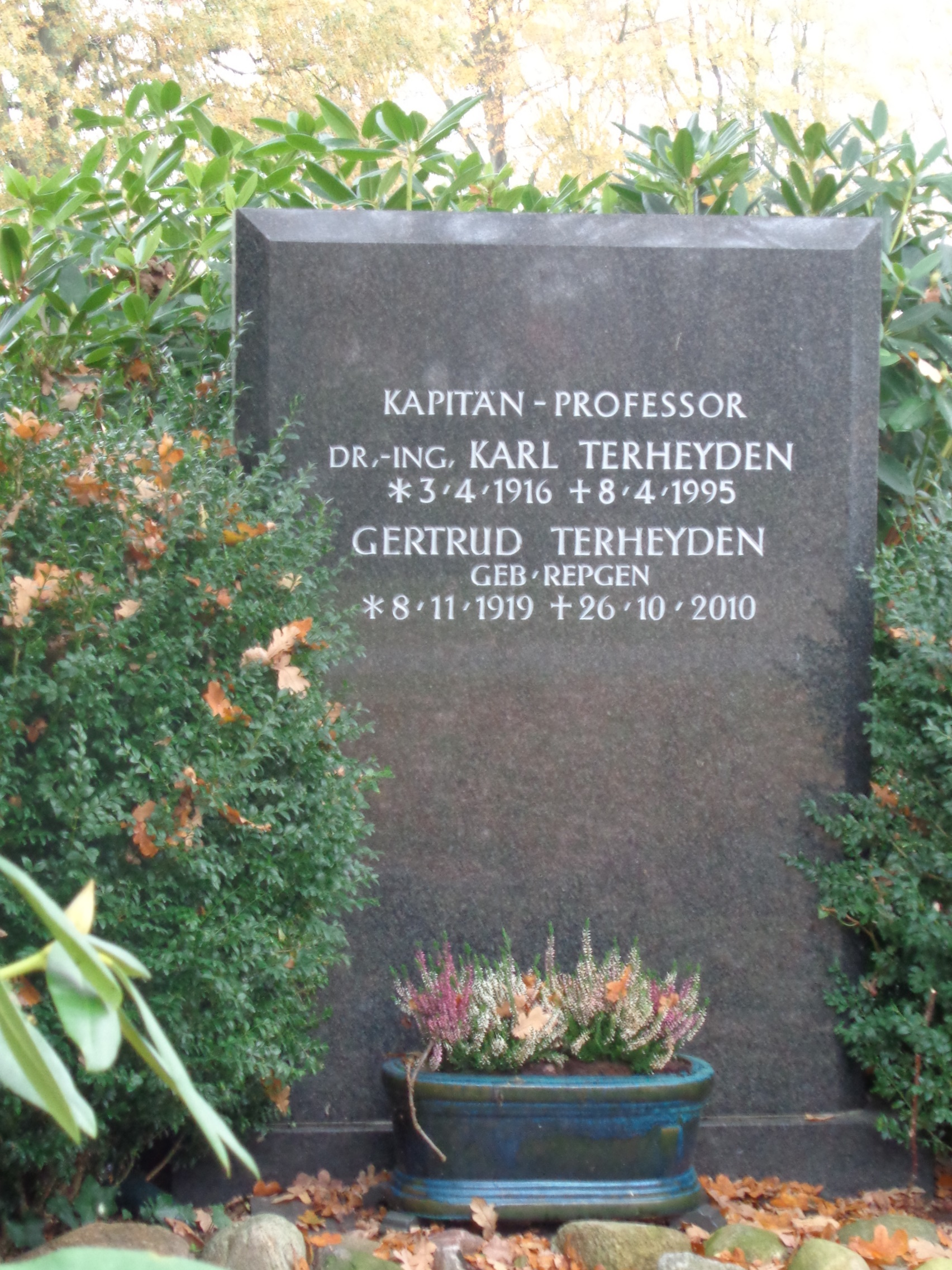
Grab des Ehepaars Terheyden

Karl Terheyden (* 3. April 1916 in Moers; † 8. April 1995 in Bremerhaven) war ein deutscher Kapitän und Hochschullehrer für Nautik.

## Leben
Als Sohn des Rektors Jakob Terheyden und seiner Frau besuchte Terheyden die Volksschule in Moers und Eutin und ab Ostern 1926 das Gymnasium Adolfinum Moers. Mit dem Versetzungszeugnis zur Prima verließ er es sieben Jahre später, um zur Handelsmarine zu gehen. 
Nach einer zweijährigen Ausbildung auf dem Schulschiff Deutschland fuhr er von April 1935 bis zum Herbst 1937 auf Schiffen des Norddeutschen Lloyd und als Offizieranwärter auf der Viermastbark Kommodore Johnson. Danach besuchte er die Seefahrtschule der Freien Hansestadt Bremen, an der er am 21. März 1939 die Prüfung zum Seesteuermann auf Großer Fahrt (A5) bestand. Nach zwei Jahren als Offizier auf der Eisenach kam er im Zweiten Weltkrieg, im April 1941, in US-amerikanische Internierung. Die fünf Jahre in Costa Rica und in den USA nutzte er für die Fortbildung der mit ihm internierten Seeleute, vor allem in Mathematik. 
Nach der Entlassung holte Terheyden am 30. Oktober 1946 das Abitur an seinem früheren Gymnasium nach. Als Student der Rheinischen Friedrich-Wilhelms-Universität Bonn bestand er am 28. Oktober 1950 die Prüfung zum Diplom-Ingenieur für Geodäsie und Astronomie. Für seine Doktorarbeit blieb er ein weiteres Jahr in Bonn. Von August bis Dezember 1951 ging er wieder auf die Seefahrtschule Bremen, um die Prüfung zum Kapitän auf großer Fahrt (A6) mit Auszeichnung abzulegen. 
Nach kurzer Zeit in der Industrie kam er im April 1953 als Lehrer an die Seefahrtschule Bremerhaven. Dort wurde er 1957 ständiger Vertreter des Bremer Oberseefahrtschuldirektors Martin Berger. Als Berger 1963 pensioniert wurde, bestellte der Senat der Freien Hansestadt Bremen Terheyden zum Nachfolger. Terheyden trat das Amt am 1. November 1963 an und wurde 1971 abgelöst. Mit Erreichen der Altersgrenze wurde er 1980 pensioniert. Nach 15-jährigem Ruhestand starb Kapitän-Professor Terheyden kurz nach seinem 79. Geburtstag. Sein Grab ist auf dem Geestemünder Friedhof. Seine Frau Gertrud geb. Repgen (* 1919) überlebte ihn um 15 Jahre. Sie ist die Schwester von Konrad Repgen und die Schwiegermutter von Joachim Herrmann.

## Ehrungen
1969 wurde er von Kardinal-Großmeister Eugène Kardinal Tisserant zum Ritter des Ritterordens vom Heiligen Grab zu Jerusalem ernannt und am 6. Dezember 1969 in Essen durch Lorenz Jaeger, Großprior der deutschen Statthalterei, investiert. 1986 bekam er das Große Verdienstkreuz der Bundesrepublik Deutschland verliehen.

## Werke
- Zur geographischen Ortsbestimmung und astronomischen Navigation. Dümmler 1951. GoogleBooks
- mit Johannes Müller: Handbuch für die Schiffsführung, Bd. 1. 1961.
- mit Müller-Krauß, Martin Berger: Handbuch für die Schiffsführung. Springer, Berlin Heidelberg  1959. GoogleBooks
- mit Martin Berger und Walter Helmers: Schiffahrtsrecht, Seemannschaft, Ladung, Stabilität, Schiffbaukunde, Schiffsmaschinenkunde, Chemie für Nautiker, Signal- und Funkwesen, ... Gebiete (Handbuch für die Schiffsführung), 1961. 7. Auflage. Springer, Berlin Heidelberg 1968. ISBN 978-3540042877
- mit Martin Berger und Walter Helmers: Richtlinien für den Schiffsdienst, terrestrische, Funk-, astronomische und neuartige technische Navigation, Kompaßkunde, Gezeitenkunde, Wetter- und ... (Handbuch für die Schiffsführung). Springer, Berlin Heidelberg 1970. ISBN 978-3540052180

## Quelle
- Christof Marcus, Dieter W. F. Schoppmeyer: 200 Jahre Seefahrtschule Bremen. Hauschild, Bremen 1999. ISBN 3-89757-007-6